# 齊藤未莉依
齊藤未莉依 日本女性聲優，生日10月12日，出生地千葉縣（日本）